# Glyptothorax silviae
Glyptothorax silviae är en fiskart som beskrevs av Coad, 1981. Glyptothorax silviae ingår i släktet Glyptothorax och familjen Sisoridae. Inga underarter finns listade i Catalogue of Life.